# Szlaki turystyczne Lidzbarka Warmińskiego i okolic

## Szlaki piesze
Szlak Kopernikowski – trasa pieszego szlaku Kopernikowskiego przebiega przede wszystkim przez miejsca, gdzie żył i pracował Mikołaj Kopernik. Rozpoczyna się przy Wysokiej Bramie w Olsztynie, skąd biegnie przez tereny województwa warmińsko-mazurskiego, pomorskiego oraz kujawsko-pomorskiego ku Toruniowi. Długość odcinka położonego na terenie województwa warmińsko-mazurskiego wynosi 237 km.
- Trasa: Olsztyn (Wysoka Brama) – Dobre Miasto – Lidzbark Warmiński – Pieniężno – Braniewo – Frombork – Elbląg – Malbork – Kwidzyn – Grudziądz – Toruń

 WM-2006-s – trasa szlaku przebiega tylko przez Lidzbark Warmiński. Pokazuje najważniejsze zabytki: Cerkiew, Wysoką Bramę i Zamek. Później wiedzie przez Park Krajobrazowy Doliny Symsarny, gdzie podziwiać można piękne widoki leśne. Kończy się na Ośrodku Sportów Zimowym "Krzyżowa Góra". Długość trasy to 6 km.
- Trasa: Dworzec PKS – Zamek – ul. Mazurska – ul. Żytnia – Krzyżowa Góra

 WM-2033-n – obfitujący w zamki krzyżackie szlak o długości 85 km. Zaczynający się w Lidzbarku wiedzie przez Wysoką Bramę i Zamek do Stoczka Klasztornego, gdzie znajduje się barokowe sanktuarium, w którym więziono kardynała Stefana Wyszyńskiego. Dalej trasa wiedzie do Reszla, gdzie znajduje się gotycki zamek. Na trasie znajduje się również Święta Lipka z perłą baroku północnej Polski. Dalej trasa wiedzie do Kętrzyna, gdzie stoi gotycki zamek i do Gierłoży, w której okolicy znajduje się "Wilczy Szaniec".
- Trasa: Lidzbark Warmiński – Stoczek Klasztorny – Bisztynek – Reszel – Święta Lipka – Kętrzyn – Parcz

## Szlaki rowerowe
Szlak z Olsztyna do Fromborka – przeplatający się ze szlakiem Kopernikowskim trasa rowerowa wiedzie przez Warmię od Olsztyna po Frombork, gdzie stoi gotycka bazylika. Na trasie leży Dobre Miasto z kolegiatą i Pieniężno i Braniewo. Długość trasy to 145 km.
- Trasa: Olsztyn – Dobre Miasto – Lidzbark Warmiński – Pieniężno – Braniewo – Frombork

Mazury – okolice Lidzbarka Warmińskiego – trasa bierze swój początek w Lidzbarku Warmińskim i wiedzie przez Mazury do Węgorzewa. Na trasie znajdują się ciekawe zabytki oraz  urozmaicone i malownicze krajobrazy. Długość trasy to 99 km.
- Trasa: Lidzbark Warmiński – Reszel – Święta Lipka – Kętrzyn – Węgorzewo

## Szlaki kajakowe
Szlak kajakowy rzeką Łyną – spływ rzeką Łyną pozwala zwiedzić rezerwaty przyrody oraz ciekawe miasta na jej drodze. Długość trasy to 204,5 km.
- Trasa: Brzeźno Łyńskie – Kurki – Ruś – Olsztyn – Dobre Miasto – Lidzbark Warmiński – Bartoszyce – Sępopol – Granica Państwa

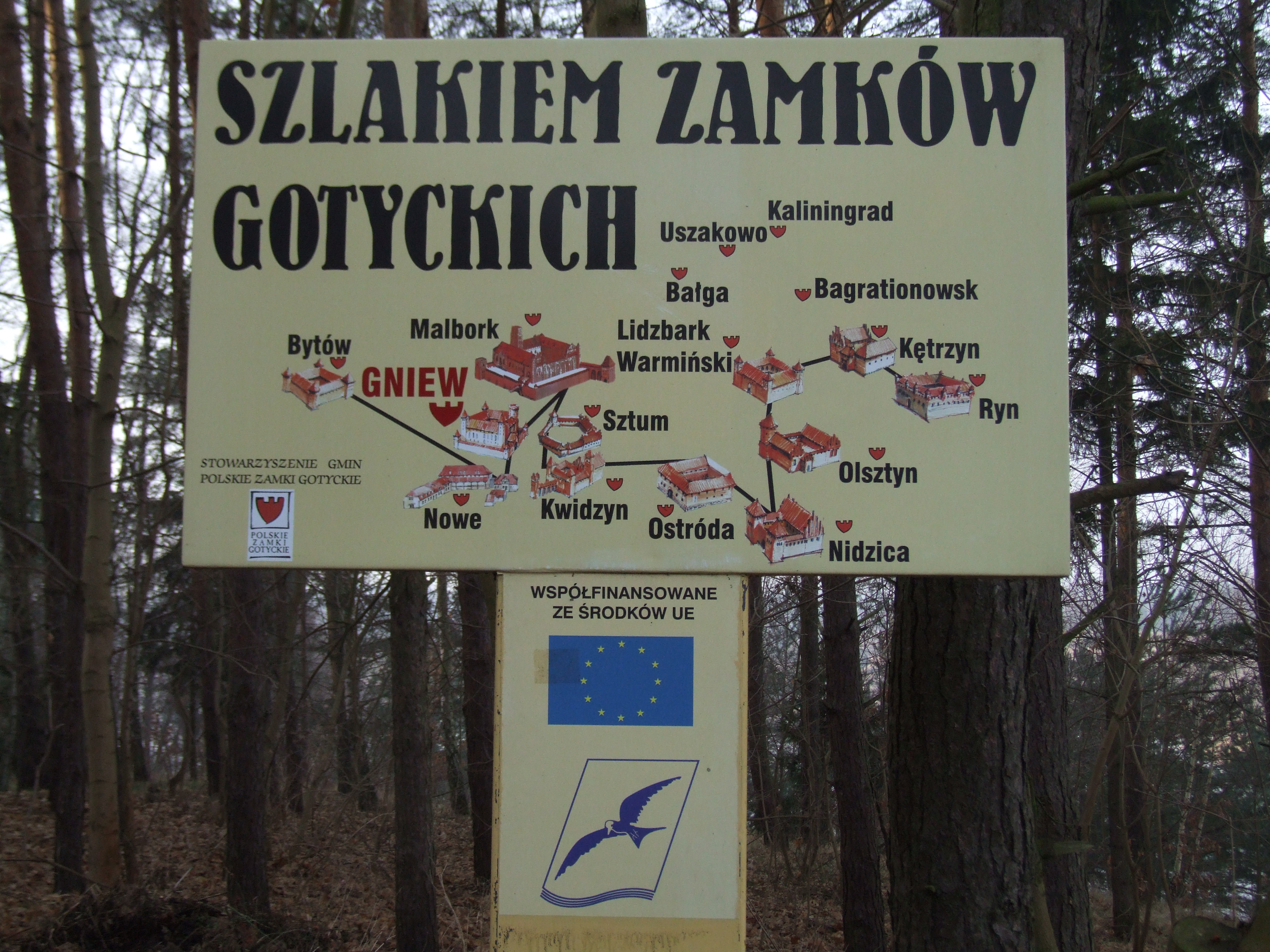
Polskie Zamki Gotyckie

## Szlaki samochodowe
Szlak Kopernikowski – ułatwia poznanie historycznych miejscowości Warmii i Mazur, w których przebywał i pracował Mikołaj Kopernik. Długość trasy to 302 km.
- Trasa: Olsztyn – Dobre Miasto – Lidzbark Warmiński – Orneta – Pieniężno – Braniewo – Frombork – Tolkmicko – Elbląg – Pasłęk – Małdyty – Morąg – Olsztyn

## Pozostałe
Szlak Zamków Gotyckich — szlak turystyczny obejmujący gotyckie zamki Warmii, Mazur i Kaszub. Wśród dwunastu obiektów znajdują się zarówno zamki biskupie, kapitulne, jak i krzyżackie.